# Knud Erik Hansen (borgmester)
 Der er flere personer med dette navn, se Knud Erik Hansen.
Knud Erik Hansen (født 12. marts 1951) er en dansk socialdemokratisk politiker, som fra 2010 til 2017 var borgmester i Faxe Kommune, hvor han efterfulgte René Tuekær fra Borgerlisten. Ved årsskiftet 2017-18 blev han efterfulgt af Ole Vive fra Venstre.

## Eksternt link
- Danske Kommuners borgmesterfakta